# كودي أندروز
كودي أندروز (6 سبتمبر 1987 في نيوزيلندا - ) (بالإنجليزية: Cody Andrews)‏ هو لاعب كريكت نيوزلندي.

## وصلات خارجية
- كودي اندروز على موقع إي آس بي آن كريك إنفو (الإنجليزية)